# Tingel-Tangel-Theater

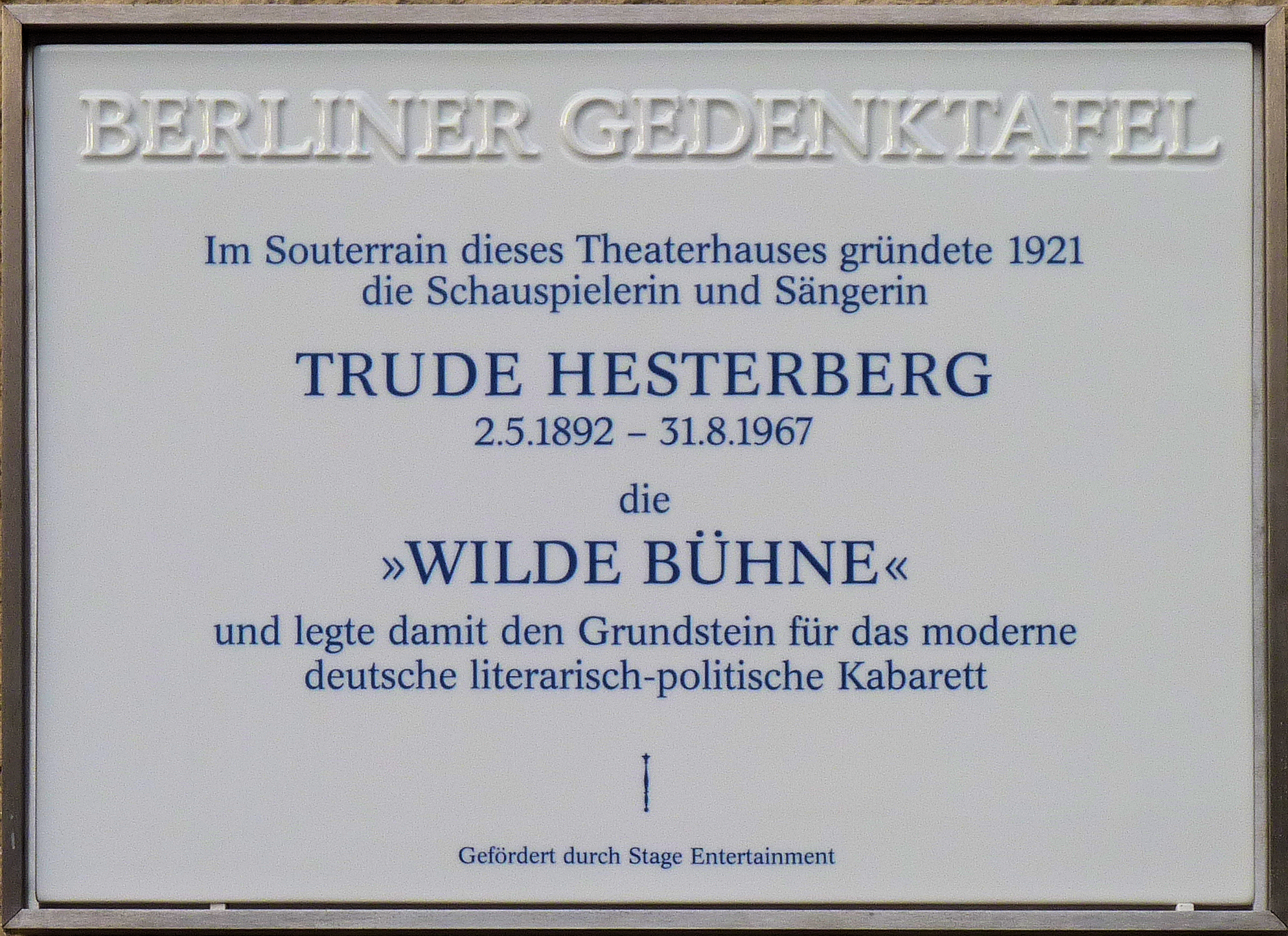
Berliner Gedenktafel am Haus Kantstraße 12, in Berlin-Charlottenburg

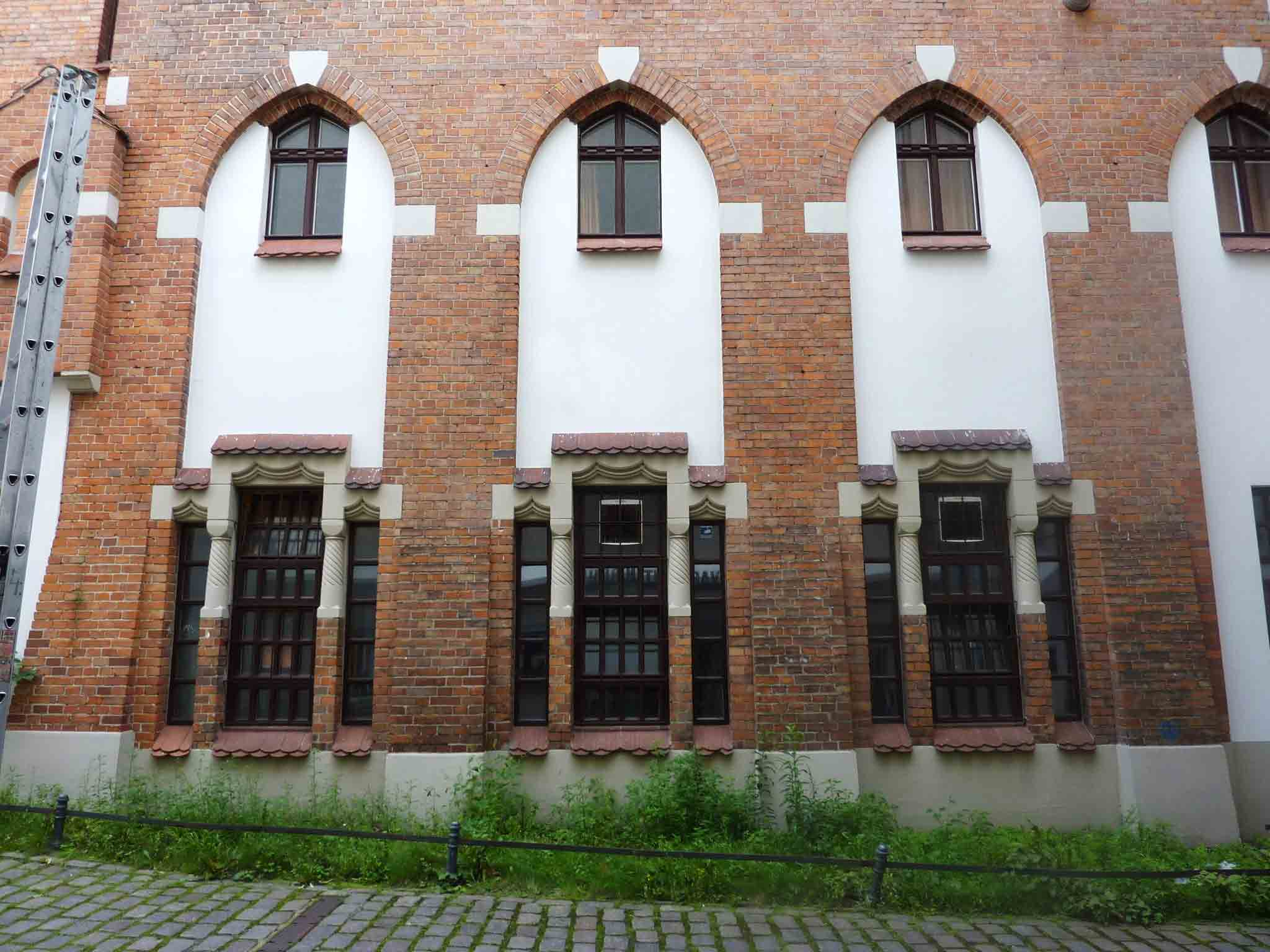
Wilde Bühne von außen im Gebäude Theater des Westens

Das Tingel-Tangel-Theater im Keller des Theater des Westens in Berlin wurde 1931 von Friedrich Hollaender gegründet. 1921–1923 bestand in diesen Räumen die von Trude Hesterberg gegründete „Wilde Bühne“, die neben zahlreichen weiteren Kabaretts dieser Zeit wie dem Schall und Rauch, dem Café Größenwahn und der Katakombe eine der bedeutendsten Unterhaltungsstätten Berlins war.
Viele prominente Stars, oder welche, die es noch werden sollten, gingen in der Kantstraße ein und aus – im Publikum oder auf der Bühne. Darunter waren Curt Bois, Margo Lion, Oskar Karlweis, Bertolt Brecht, Erich Mühsam, Paul Graetz, Wilhelm Bendow, Walter Gross, Hermann Vallentin, Blandine Ebinger, Walter Lieck, Marlene Dietrich, Theo Lingen, Kurt Gerron, Trude Berliner, Rosa Valetti, Hans Hermann Schaufuss, Kate Kühl, Hedi Schoop, Victor Palfi, Toni van Eyck, Günther Lüders, Dora Gerson usw.

## Beginn der Wilden Bühne
Trude Hesterberg gründete die Wilde Bühne 1921 gemeinsam mit Hans Janowitz, Walter Koppel, Leo Heller und Walter Mehring. Im Eröffnungsprogramm trat neben Hesterberg (Künstlerische Leitung) u. a. der noch nicht bekannte Kurt Gerron auf. Die Kompositionen waren von Werner Richard Heymann. Margo Lion gab 1923 hier ihr Debüt zusammen mit Oskar Karlweis mit Die Linie der Mode. Am 16. November 1923 brach ein riesiges Feuer am Vormittag aus und legte alles in Trümmer und Asche. Ursache soll eine falsche Sicherung gewesen sein, die einen Kabelbrand auslöste. Trude Hesterberg fehlte die Kraft für einen Wiederaufbau. Wilhelm Bendow blieb und eröffnete es wieder im Februar 1924 mit seinem Erfolgsstück Tütü. Viele aus dem Hesterberg-Ensemble waren wieder dabei.

## Höhepunkt des Theaters
Aufsehen erregte 1928 der Besuch von König Amanullah aus Afghanistan in Berlin, dessen Besuch rund eine Million Reichsmark gekostet haben soll. Einen Tag später standen Trude Hesterberg als Soraya und Kurt Gerron als König Amanullah auf der Bühne. Kurze Zeit später wurde das Kabarett geschlossen.

## Tingel-Tangel-Theater
Im Jahr 1931 wurde die Bühne dann durch Friedrich Hollaender neu belebt, der hier das „Tingel-Tangel-Theater“ eröffnet. Das Nibelungenzimmer unmittelbar daneben ließ er 1932 abreißen, um mehr Sitzplätze zu schaffen. Hollaender, der zahlreiche Revuen für Rudolf Nelson geschriebene hatte, besaß nun eine eigene Bühne, auf der seine sogenannten „Revuetten“ dargeboten wurden.
Eigentlich wurden nur zwei Revuen herausgebracht. Im Herbst 1931 wurde „Spuk in der Villa Stern“ mit den Liedern An allem sind die Juden schuld, Die Kleptomanin, Der Spuk persönlich und Münchhausen allabendlich um 21:15 Uhr in 17 Verkleidungen und ein Jahr später „Höchste Eisenbahn“ mit den Chansons Die Notbremse und Das Chanson vom falschen Zug von Marlene Dietrich aufgeführt. Nachdem Marlene Dietrich zu ihrem ersten Besuch aus Amerika im Dezember 1930 wieder nach Berlin gekommen war, saß sie am Premieren-Abend des 7. Januar 1931 dort in der ersten Reihe. Nach der großen Pause, gab sie dem tosenden Verlangen des Publikums nach, begab sich auf die Bühne und sang ihre Welthits aus dem „Blauen Engel“, die aus der Feder Hollaenders stammten, unter seiner Begleitung am Flügel. Den Kritiker und Journalisten Manfred Georg beeindruckte sie besonders mit Hollaenders Wenn ich mir was wünschen dürfte. Es war das erste Mal, dass sie seine und ihre Erfolge aus dem Blauen Engel in Berlin öffentlich vor Publikum sang. Danach gab es kein Halten mehr, Ovationen schlugen Marlene entgegen »Hoch Marlene!« und »Bravo Marlene!«.
Friedrich Hollaender musste 1933 Deutschland verlassen. Curt Bois und Trude Berliner gingen in die Vereinigten Staaten und versuchten dort ihre Karriere weiterzuführen. Trude Berliner, die als Gertrude Berliner schon als Kinderstar im Film avancierte („Adaments letztes Rennen“, 1917), spielte gemeinsam mit Curt Bois an der Seite von Humphrey Bogart in „Casablanca“ 1942 eine Baccara-Spielerin. Blandine Ebinger leitete die Bühne kurze Zeit weiter. Das Kabarett in der Kantstraße wurde ab jetzt harmloser und angepasster von Gustav Heppner weitergeführt.

## Ende des Theaters
Am 10. Mai 1935 kam das Aus für das Theater. Walter Gross wurde wegen einer politischen Äußerung direkt aus dem Kabarett von der Gestapo verhaftet und kam ins KZ Esterwegen, ebenso Günther Lüders und Walter Lieck. Gross und Lüders verließen das Lager zwar wieder, wurden aber verurteilt und erhielten Arbeitsverbot. Lieck starb 1944 an einer verschleppten Blutvergiftung, eine Folge seiner halbjährigen Inhaftierung im KZ Esterwegen 1935.